# Redlice
Redlice (niem. Rädlitz) – wieś w Polsce położona w województwie dolnośląskim, w powiecie lubińskim, w gminie Ścinawa. W latach 1975–1998 miejscowość administracyjnie należała do województwa legnickiego.

## Zabytki
Do wojewódzkiego rejestru zabytków wpisany jest:
- park, z połowy XIX w., XX w.